# Tuyên bố Cairo

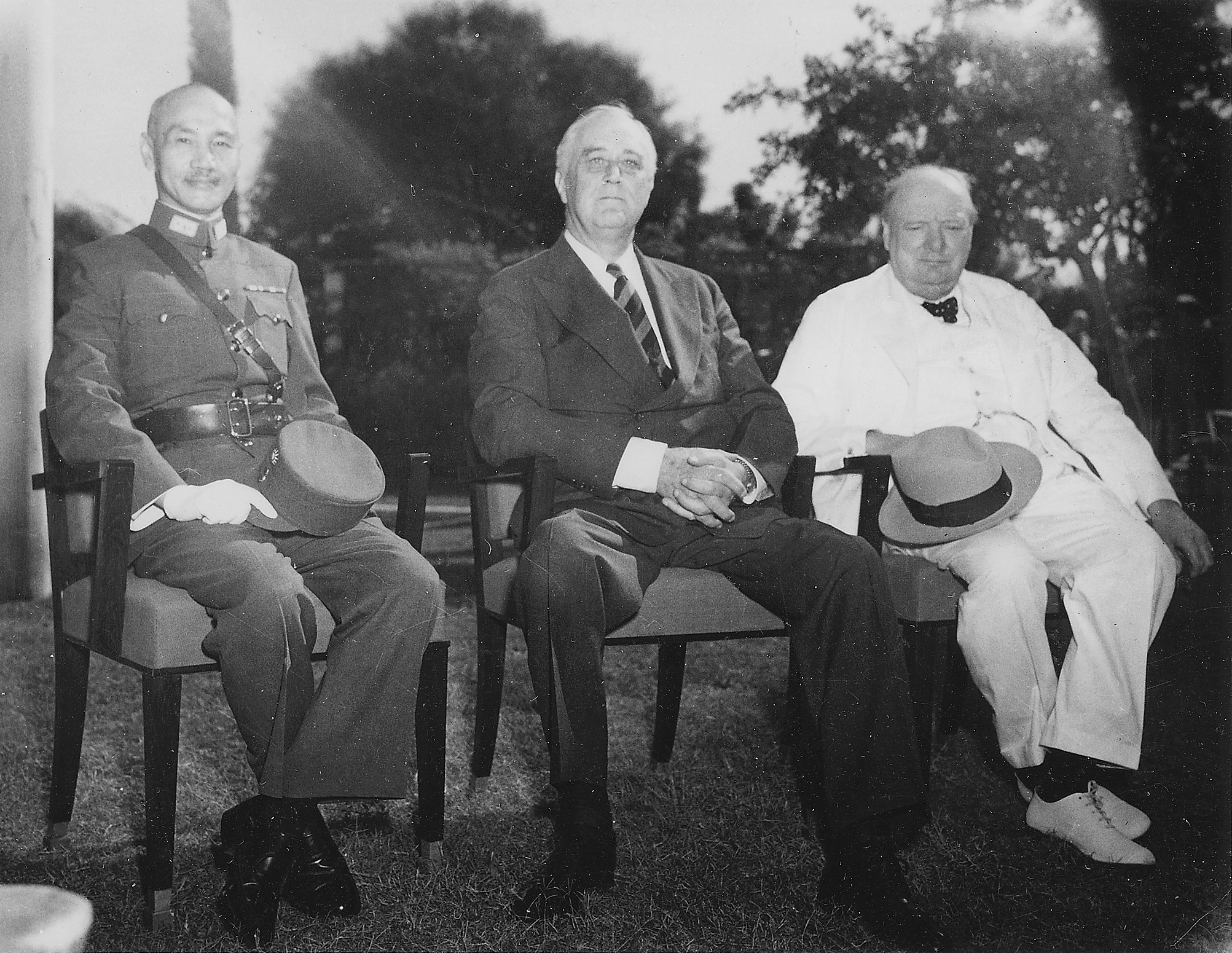
Tổng tư lệnh Tưởng Giới Thạch, tổng thống Franklin D. Roosevelt và thủ tướng Winston Churchill tại Hội nghị Cairo (Cairo, 25 tháng 11 năm 1943)

Tuyên bố Cairo là kết quả của Hội nghị Cairo diễn ra tại Cairo, Ai Cập vào ngày 27 tháng 11 năm 1943. Tổng thống Hoa Kỳ Franklin D. Roosevelt, thủ tướng Anh Winston Churchill và tổng tư lệnh Trung Hoa Dân Quốc Tưởng Giới Thạch đều có mặt tại sự kiện này. Bản Tuyên cáo Cairo (Cairo Communiqué) đã được phát sóng trên radio vào ngày 1 tháng 12 năm 1943. Tuyên bố Cairo được trích dẫn ở Khoản Tám (8) của Tuyên bố Potsdam.

## Toàn văn
Bí mật

Giữ cho đến thời điểm quy định mới được công bố

Xin hãy bảo vệ tài liệu này tránh khỏi việc bị công bố sớm.

Bản thông cáo sau đây sẽ được tự động công bố vào lúc 7 giờ 30 phút tối, giờ Eastern War, thứ tư ngày 1 tháng 12 năm 1943.

Phải áp dụng các biện pháp đề phòng đặc biệt để giữ bản thông cáo này hoàn toàn bí mật cho đến lúc tự động công bố.

Trước thời điểm công bố, không được phép tiết lộ nội dung tài liệu; bất cứ người nào nhận được tài liệu cũng không được suy đoán hoặc bàn luận về nội dung của nó.
 
Các bình luận viên radio và phát thanh viên đưa tin được đặc biệt khuyến cáo không được phỏng đoán nội dung trước giờ công bố tài liệu.

Stephen Early

Thư ký tổng thống

Tổng thống Roosevelt, Tổng tư lệnh Tưởng Giới Thạch và Thủ tướng Churchill, cùng với các vị cố vấn quân sự và ngoại giao tháp tùng từng người, đã hoàn tất một cuộc hội nghị tại Bắc Phi.

Tuyên bố chung sau đây được đưa ra:

"Các phái đoàn quân sự đã đồng ý tiến hành các chiến dịch quân sự trong tương lai nhằm chống lại Nhật Bản. Ba Đồng Minh Vĩ Đại bày tỏ quyết tâm gây áp lực quân sự liên tục lên kẻ thù hung bạo ở trên biển, trên đất liền và trên không. Áp lực này đã bắt đầu gia tăng.

"Ba Đồng Minh Vĩ Đại đang chiến đấu để ngăn cản và trừng phạt cuộc xâm lăng của Nhật Bản. Họ không ham muốn lợi ích gì cho bản thân và không nghĩ đến việc bành trướng lãnh thổ. Mục tiêu của họ là hất cẳng Nhật Bản ra khỏi tất cả các hòn đảo thuộc Thái Bình Dương mà nước này đã cưỡng chiếm hoặc chiếm đóng từ khi Chiến tranh thế giới thứ nhất bắt đầu vào năm 1914, và tất cả các lãnh thổ mà Nhật Bản đã chiếm đoạt từ người Trung Quốc như Mãn Châu, Đài Loan và quần đảo Bành Hồ phải được trao trả cho Trung Hoa Dân Quốc. Nhật Bản cũng sẽ bị trục xuất khỏi tất cả các vùng lãnh thổ mà nước này đã chiếm được bằng vũ lực và lòng tham. Nhận thức được ách nô lệ mà nhân dân Triều Tiên đang phải chịu đựng, ba cường quốc trên đây kiên định rằng Triều Tiên phải được tự do và độc lập.

"Hướng tới các mục tiêu trên, phù hợp với những mục tiêu của Liên hiệp các Quốc gia đang chiến đấu chống Nhật Bản, Ba Đồng Minh sẽ tiếp tục kiên trì tiến hành các chiến dịch nghiêm túc và kéo dài cần thiết để giành được một sự đầu hàng vô điều kiện từ Nhật Bản."